# Giovanni Domenico Trinci
Giovanni Domenico Trinci (né à Foligno en Ombrie, Italie, et mort en 1219 (?)), est un cardinal italien  de l'Église catholique du XIIIe siècle, nommé par le pape Innocent III. Son frère est évêque d'Amelia.

## Biographie
Le pape Innocent III le crée cardinal lors du consistoire de 1213. 